# Aqüeducte de Dosrius
|  | No s'ha de confondre amb l'aqüeducte Dosrius a Barcelona. |

L'Aqüeducte de Dosrius és una obra de Figaró-Montmany (Vallès Oriental) inclosa a l'Inventari del Patrimoni Arquitectònic de Catalunya.

## Història
Un dels propietaris del Mas de Dosrius va fer construir un pont per a travessar el riu cap al segle xviii aproximadament i va aprofitar per fer-se fer un aqüeducte. Aquest senyor va tenir una disputa amb l'alcalde, que li va fer enderrocar el pont com a càstig, segons indica la tradició oral, recollida per Angela Sanz, de Dosrius.

## Descripció
És un aqüeducte situat una mica més amunt del pont que creua la riera de Vallcàrquera i a la dreta d'aquesta. Format per cinc arcs de mig punt amb intradós de rajola, i fet de pedra sense desbastar. Els arcs neixen de pilastres, a l'extrem de l'esquerra continua un tros de mur massís, ja sense arc. Els extrems estan trencats i coberts de vegetació.